# Gina Kingsbury
Gina Kingsbury (* 26. November 1981 in Uranium City, Saskatchewan) ist eine ehemalige kanadische Eishockeynationalspielerin sowie derzeitige -trainerin und -funktionärin. Seit 2018 ist sie General Managerin des kanadischen Nationalteams der Frauen.

## Karriere
Gina Kingsbury begann mit dem Eishockeysport an der Hotchkiss School in Lakeville im US-Bundesstaat Connecticut, an der sie außerdem Softball und Feldhockey spielte. Während ihrer Schulzeit nahm sie 1995 an den Canada Winter Games teil. Weitere Teilnahmen folgten vier Jahre später (noch als Schülerin) und 2005 als Spielern der Axion de Montréal.

### St. Lawrence
Zwischen 2000 und 2004 spielte sie für die Skating Saints, das Eishockeyteam der St. Lawrence University, in der ECAC Hockey. Zudem studierte sie an der Universität Psychologie. Mit den Skating Saints erreichte sie zweimal in vier Jahren das Finalturnier der NCAA, das sogenannte Frozen Four. In ihrer letzten College-Saison erzielte sie in 33 Spielen 26 Tore und 31 Torvorlagen und lag damit auf Platz sieben in der Scorerliste der NCAA. Für die gezeigten Leistungen wurde sie in das All-America First Team gewählt.
Sie beendete ihre College-Karriere an der St. Lawrence University mit insgesamt 160 Scorerpunkten, davon 79 Tore, und gehört damit noch heute zu den Top-Fünf-Scorerinnen der St. Lawrence University.
Nach Abschluss ihres Studiums spielte Kingsbury zunächst für die Axion de Montréal in der National Women’s Hockey League. In der Saison 2005/06 bereitete sie sich mit dem Team Kanada auf die Olympischen Winterspiele in Turin vor, ehe sie zwischen 2006 und 2009 für die Calgary Oval X-Treme in der Western Women’s Hockey League aktiv war. Mit den Oval X-Treme gewann sie 2007 und 2008 jeweils den WWHL Champions Cup.

### International
Mehr als zehn Jahre lang gehörte Kingsbury zum Kader der kanadischen Nationalmannschaft und nahm mit dieser an einer Vielzahl von Turnieren teil. 1999 lief sie erstmals für das U22-Nationalteam auf; ihre erste Weltmeisterschaft folgte 2001. Bei diesem Turnier erzielte sie zwei Tore und zwei Torvorlagen und gewann am Turnierende die Goldmedaille.
2006 nahm sie erstmals an Olympischen Winterspielen teil und lief dort zusammen mit Meghan Agosta und Katie Weatherston in einer Angriffsreihe auf. Kingsbury gab im Turnierverlauf drei Torvorlagen und gewann letztlich mit dem Team Canada die olympische Goldmedaille. Zudem nahm sie zwischen 2004 und 2009 an insgesamt fünf weiteren Weltmeisterschaften teil, bei denen sie zwei weitere Gold- und drei Silbermedaillen gewann.
Bei den Olympischen Winterspielen 2010 gewann Kingsbury ihre zweite Goldmedaille. Anschließend beendete sie ihre Karriere.

### Als Trainerin
Schon als Spielerin engagierte sich Kingsbury als Eishockey-Botschafterin der IIHF und war dabei für Frankreich zuständig.
Nach ihrem Karriereende wurde Kingsbury Trainerin an der „Okanagan Hockey School“ in British Columbia. Später arbeitete sie als Co-Trainerin von Shannon Miller an der University of Minnesota-Duluth.
In der Saison 2013/14 unterstützte Kingsbury den französischen Eishockeyverband als Co-Trainerin der U18-Juniorinnen-Nationalmannschaft. 2015 wurde sie Co-Trainerin der Calgary Inferno aus der Canadian Women’s Hockey League. Parallel dazu übernahm sie im Juli 2015 den neu geschaffenen Posten der Direktorin der Fraueneishockeynationalmannschaften bei Hockey Canada. Zudem betreute sie das kanadische U18-Nationalteam bei der Weltmeisterschaft 2016 als Co-Trainerin. Seit Juli 2018 ist Kingsbury als Nachfolgerin von Melody Davidson General Manager des kanadischen Nationalteams.

## Erfolge und Auszeichnungen
- 2007 WWHL-Champions-Cup-Sieger mit den Calgary Oval X-Treme
- 2008 WWHL-Champions-Cup-Sieger mit den Calgary Oval X-Treme

### International
| - 2001 Goldmedaille bei der Weltmeisterschaft - 2004 Goldmedaille bei der Weltmeisterschaft - 2005 Silbermedaille bei der Weltmeisterschaft - 2006 Goldmedaille bei den Olympischen Winterspielen | - 2007 Goldmedaille bei der Weltmeisterschaft - 2008 Silbermedaille bei der Weltmeisterschaft - 2009 Silbermedaille bei der Weltmeisterschaft - 2010 Goldmedaille bei den Olympischen Winterspielen |

## Karrierestatistik
(Legende zur Spielerstatistik: Sp oder GP = absolvierte Spiele; T oder G = erzielte Tore; V oder A = erzielte Assists; Pkt oder Pts = erzielte Scorerpunkte; SM oder PIM = erhaltene Strafminuten; +/− = Plus/Minus-Bilanz; PP = erzielte Überzahltore; SH = erzielte Unterzahltore; GW = erzielte Siegtore; 1 Play-downs/Relegation; Kursiv: Statistik nicht vollständig)